# Marcellin Desboutin

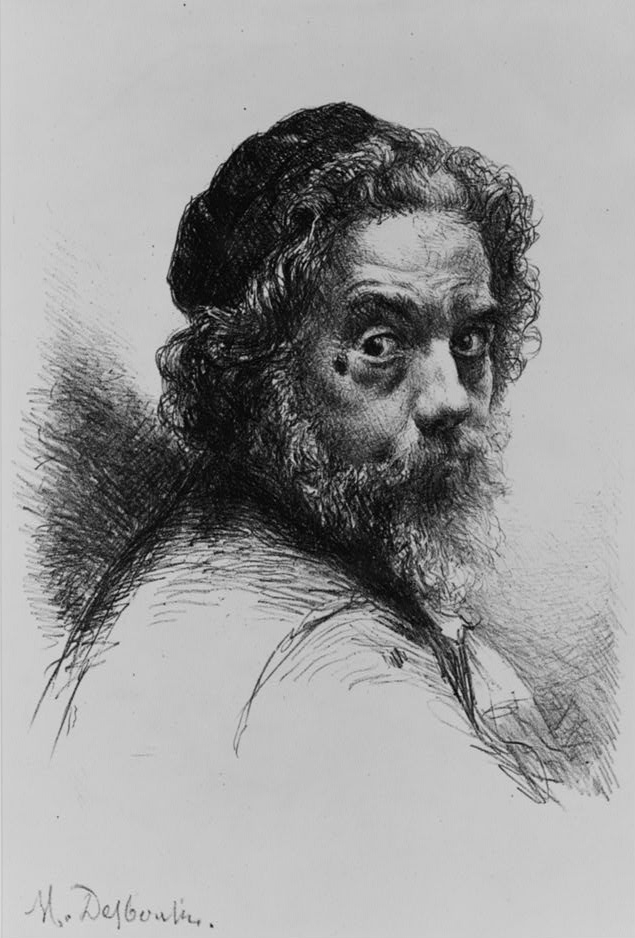
Marcellin Desboutin:
Selbstporträt, Radierung, 1894

Marcellin Gilbert Desboutin (* 26. August 1823 in Cérilly; † 18. Februar 1902 in Nizza) war ein französischer Maler, Grafiker und Schriftsteller. Nach seiner Ausbildung als Maler lebte er einige Jahre in Italien, wo er Gedichte und ein Theaterstück schrieb. Nach seiner Rückkehr nach Frankreich stand er verschiedenen Malern Modell und stellte eigene Gemälde und grafische Arbeiten erfolgreich im Salon de Paris aus. Der den Impressionisten nahestehende Künstler schuf überwiegend Radierungen, darunter eine Vielzahl von Porträts, die häufig mit ihm befreundete Autoren und Maler zeigen.

## Leben

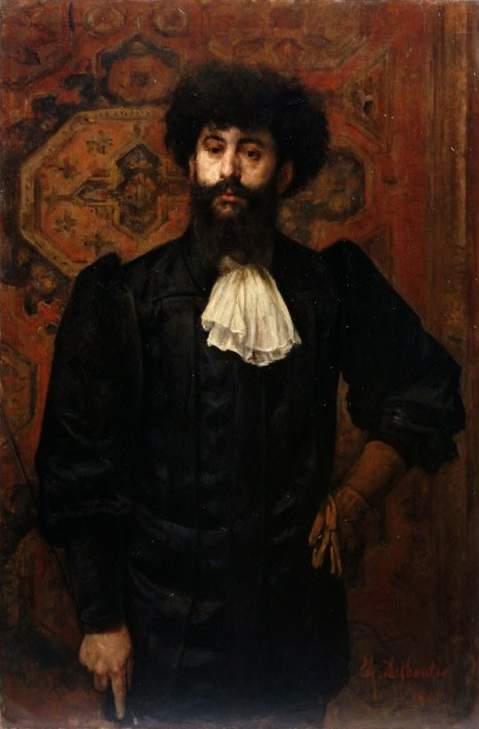
Marcellin Desboutin:
Portrait Joséphin Péladan, 1891

Marcellin Desboutin kam 1823 in Cerilly in der Auvergne als Sohn von Barthélémy Desboutin und seiner Frau Anne-Sophie-Dalie, geborene Farges de Rochefort, zur Welt. Während der Vater der Mittelschicht entstammte, kam die Mutter aus einer aristokratischen Familie, zu der auch der Schriftsteller und Politiker Henri Rochefort gehörte.
Obschon Desboutin schon früh ein Talent fürs Zeichnen zeigte, studierte er nach seiner schulischen Ausbildung am Collège Stanislas und am Collège Louis-le-Grand zunächst Jura, brach das Studium jedoch ab und ergriff den Beruf des Künstlers. Ab 1845 besuchte er die Pariser École des Beaux-Arts und erhielt zunächst Unterricht beim Maler Louis-Jules Étex, bevor er 1847 in das Atelier des Malers Thomas Couture wechselte, wo er bis 1848 blieb.
Nach einer größeren Erbschaft bereiste Desboutin ab 1849 Belgien, die Niederlande und England. Anfang der 1850er Jahre kehrte er nach Frankreich zurück und ließ sich in Issoire nieder. In dieser Zeit schrieb er an verschiedenen Liedtexten, die 1852 als Chansons et chansonnettes in Paris veröffentlicht wurden. 1854 heiratete er in erster Ehe die Witwe seines Untermieters.
Ab 1857 lebte Desboutin in Italien, wo er in Bellosguardo, einem Vorort von Florenz, die Villa dell’Ombrellino erwarb.
Hier verfasste er Gedichte und Dramen, stellte Radierungen und Stiche her und baute eine Kunstsammlung auf. Über die Zusammensetzung seiner Kunstsammlung existieren heute keine Unterlagen mehr, aber es ist bekannt, dass er sich für Kunstwerke der frühen italienischen Renaissance, ebenso wie für spanische Malerei interessierte. Nach dem Tod seiner ersten Frau heiratete er die Tochter eines italienischen Bauern, mit der er insgesamt neun Kinder hatte. In Florenz gehörte der Maler Giuseppe de Nittis zu seinen Freunden.
Zu seinen schriftstellerischen Werken gehört die Übersetzung des Don Juan von Lord Byron, die jedoch unveröffentlicht blieb. Inspiriert vom Leben des Moritz von Sachsen schrieb er zusammen mit Jules Amigues das Drama in fünf Akten Maurice de Saxe. Die Uraufführung des Stückes fand am 2. Juni 1870 im Pariser Théâtre-Français statt. In den 1860er Jahren spekulierte Desboutin mit Immobilien, nachdem Florenz zur Hauptstadt Italiens erklärt wurde. Nach der Verlagerung der Hauptstadt von Florenz nach Rom verlor Desbouin Anfang der 1870er Jahre ein Großteil seines Vermögens.
Im August 1872 kehrte er nach Paris zurück und verdiente als Grafiker den Lebensunterhalt für sich und seine Familie. Desboutin verkehrte in Montmartre in den Künstlerlokalen Café Guerbois und Café de la Nouvelle Athènes und freundete sich mit Malern wie Édouard Manet, Pierre-Auguste Renoir und Edgar Degas an. Über Manet lernte Desboutin den Schriftsteller Émile Zola kennen. Desboutin stand zudem 1875 für Manets Gemälde Der Künstler Modell. Degas porträtierte Desboutin 1876 zusammen mit der Schauspielerin Ellen Andrée im Doppelporträt Der Absinth. In seinen eigenen Werken wandte er sich vorwiegend der Porträtkunst zu. Noch deutlich unter dem Einfluss von Gustave Courbet entstand 1874 das Gemälde Le Joueur de violon (Musée Anne-de-Beaujeu; Moulin). Im Salon de Paris von 1875 hatte er mit mehreren Kaltnadelradierungen Erfolg, in denen er seine Freunde Émile Zola, Edmond de Goncourt und Pierre Puvis de Chavannes porträtierte. Weitere Bildnisse entstanden später von Schriftstellern wie Jules Claretie, Alphonse Daudet, Théodore de Banville, Henri Rochefort, Edmond Duranty, Eugène Labiche und Joséphin Péladan, von Musikern wie Erik Satie oder von Malern wie Jean Jacques Henner, Rodolphe Salis und Norbert Goeneutte.

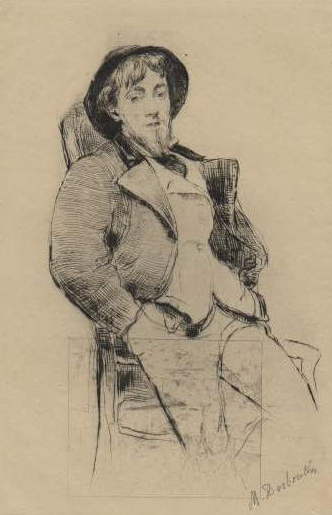
Marcellin Desboutin: Portrait Norbert Goeneutte 1876
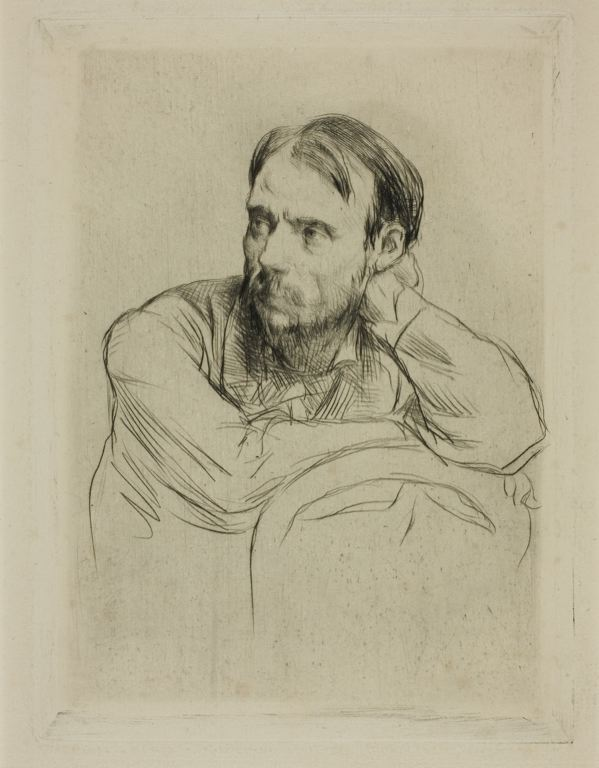
Marcellin Desboutin: Portrait Pierre-Auguste Renoir 1877
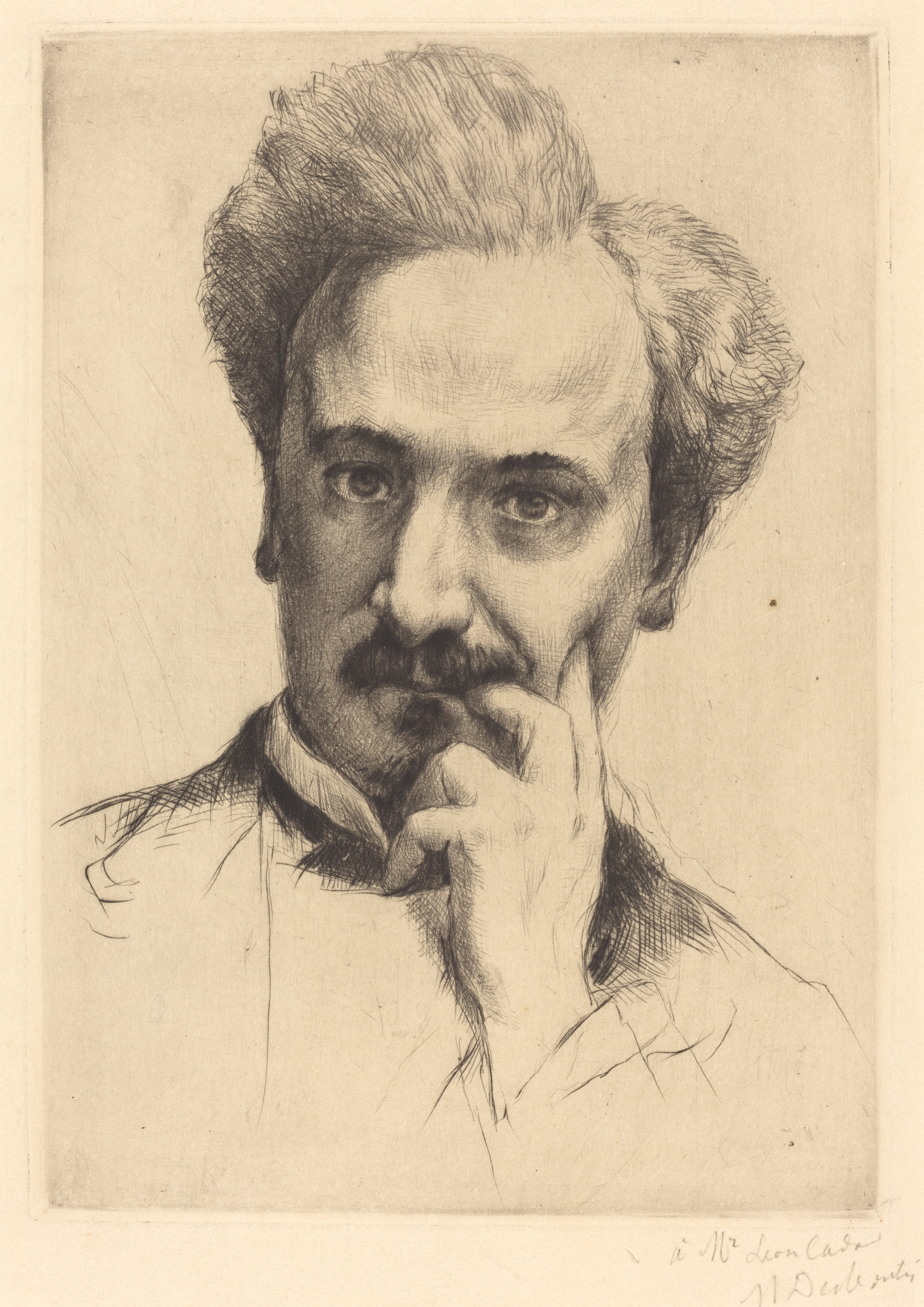
Marcellin Desboutin: Portrait Henri Rochefort 1880
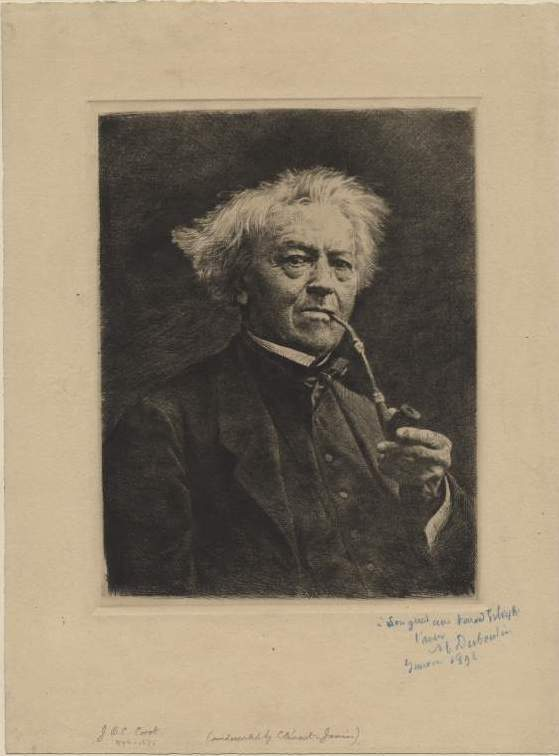
Marcellin Desboutin: Portrait Jean-Baptiste-Camille Corot um 1892

1876 stellte er bei der zweiten Gruppenausstellung der Impressionisten aus und zeigte dort sieben Gemälde und sechs Radierungen. Im Salon de Paris hatte er 1879 mit der Radierung Mon portrait Erfolg und erhielt eine Medaille 3. Klasse. Es folgte eine ehrenvolle Erwähnung im Salon de Paris 1883 für das Gemälde Portrait de femme.
Anfang der 1880er Jahre zog Desboutin erstmals nach Nizza, wo er mehrere Jahre lebte und arbeitete. 1886 schuf er fünf Kaltnadelradierungen nach Gemälden von Honoré Fragonard, die zu seinen grafischen Hauptwerken gehören. Er kehrte 1887 nach Paris zurück und stellte auf der Pariser Weltausstellung 1889 aus, wo er eine Silbermedaille erhielt. Desboutin gehörte 1890 zu den Mitbegründern der Société nationale des beaux-arts, an deren Ausstellungen er fortan jährlich teilnahm. 1895 wurde er zum Ritter der Ehrenlegion ernannt. 1896 zog er erneut nach Nizza und lebte hier bis zu seinem Tod im Jahr 1902. Eine letzte große Ausstellung zu seinen Lebzeiten war die Teilnahme an der Pariser Weltausstellung 1900, bei der drei seiner Gemälde zu sehen waren.

## Gemälde in öffentlichen Sammlungen (Auswahl)
- Portrait de Joséphin Péladan, 1891, Musée des Beaux Arts, Angers
- La Mère de l’artiste, Musée Magnin, Dijon
- Selbstbildnis, Schloss Versailles, Versailles
- Portrait Edgar Degas, 1875, Musée national des châteaux de Versailles et de Trianon, Versailles
- Portrait Eugène Labiche, Musée national des châteaux de Versailles et de Trianon, Versailles
- L’Italiene, Musée départemental de l’Oise, Beauvais
- Portrait Madame Cornereau, 1876, Musée d’Orsay, Paris
- Selbstporträt, 1895,  Musée d’art d’archéologie et de sciences naturelles, Troyes
- Selpbstporträt mit Pfeife (L’homme à pipe), 1874, Musée d’Orsay, Paris
- Portrait du fils de l’artiste, enfant, Musée Magnin, Dijon

## Veröffentlichungen
- Marcelin Desboutin: Chansons et chansonnettes. Plon, Paris 1852.
- Jules Amigues und Marcelin Desboutin: Maurice de Saxe (Drama in fünf Akten). Lachaud, Paris 1870.